# Hormuzan
Hormuzan (o Hurmuzan o Hormizan) fou un general persa sassànida, probablement d'una de les set grans famílies de l'imperi i d'origen part.
Es creu que era marzban de Susiana. A la batalla d'al-Qadisiyya del juny del 637 dirigia l'ala dreta; derrotats els perses es va retirar cap a Babilònia i després d'una lleu resistència cap a Ahwaz on tenia possessions. Va participar en la batalla de Jalula lliurada probablement el desembre de 637.
Establert al Nahr Tira va defensar el Khuzestan contra l'atac dels musulmans en una data vers el final del 637 o començament del 638 i va amenaçar les forteleses de Maysan i Dast-i Maysan però fou derrotat entre el Nahr Tira i Dulath (638) i es va retirar cap a l'est del Dudjayl passant pel pont de Suk al-Ahwaz. Va obtenir la pau a canvi de cedir els territoris a l'oest d'Ahwaz.
Però sota pressió del rei Isdigerdes III que era a Istakhr, va reprendre operacions i el governador de Bàssora, Utba ibn Ghazwan, va enviar al general Hurqús ibn Zuhayr as-Sadí que va derrotar el persa a Suk al-Ahwaz i va conquerir la ciutat, imposant la djizya (vers 639 o 640). Hormuzan es va fer fort a Tustar (Shushtar) i allí fou assetjat durant almenys uns 18 mesos; perdudes les posicions defensives es va retirar al darrere de les muralles de la ciutat però aquesta fou entregada als musulmans per una traïció (640 o 642). Hormuzan (amb altres caps) es va entregar i Anas ibn Malik els va enviar a Medina on van obtenir l'aman; al rebutjar l'islam van ser enviats a Síria o Egipte, i en el viatge el vaixell va naufragar i els perses que es van salvar es van convertir a l'islam. Llavors Úmar els va cridar a Medina i Hormuzan va esdevenir conseller d'afers perses del califa i es va emparentar per matrimoni amb Alí ibn Abi Tàlib.
Quan Úmar fou malferit el 3 de novembre del 644 per l'esclau persa cristià Abu Lulua, va córrer tot seguit el rumor que tenia còmplices i foren assenyalats sense proves Hormuzan i Djufayna (aquest darrer un cristià d'al-Hira) i alguns més. Quan Úmar va morir el 7 de novembre de les ferides el seu fill Ubayd Allah ibn Úmar va matar de pròpia mà Hormuzan i Djufayna